# Клайн-Норденде
Клайн-Норденде (нем. Klein Nordende) — община в Германии, в земле Шлезвиг-Гольштейн. 
Входит в состав района Пиннеберг. Подчиняется управлению Тимашова-Ланд.  Население составляет 3043 человека (на 31 декабря 2010 года). Занимает площадь 10,79 км².